# Nootkaton
Nootkaton is een bicyclisch sesquiterpenon, dit is een sesquiterpeen en een keton, met als brutoformule C15H22O. Het komt van nature voor in de etherische olie van citrusvruchten, vooral grapefruit, waarvan het de voornaamste geurcomponent is. Het gehalte van nootkaton in grapefruitolie is ongeveer 0,5%. Het is verder onder meer aanwezig in vetiverolie en het extract van de Nootkacipres (Cupressus nootkatensis). Nootkaton wordt veel gebruikt in de parfumindustrie en als smaakstof onder meer in frisdranken.

## Synthese
Zuiver nootkaton van natuurlijke oorsprong is erg duur, maar het kan synthetisch bereid worden uit valenceen. Valenceen is het hoofdbestanddeel van de etherische olie van grapefruit en Valencia-sinaasappelen, en is veel goedkoper dan nootkaton. Er zijn verschillende syntheses mogelijk, waaronder de oxidatie van valenceen of de biologische omzetting van valenceen in nootkaton met behulp van een laccase-enzym of door genetisch gemodificeerde organismen.

## Structurele eigenschappen
De structuur van nootkaton bezit drie chirale centra. Er zijn twee enantiomeren: (+)- en (–)-nootkaton. Grapefruitolie bevat (+)-nootkaton, dat een veel sterkere geurintensiteit heeft dan (–)-nootkaton.

## Toepassingen
Nootkaton heeft een insectenafwerende werking, onder andere voor termieten.